# 유진 벨 재단
유진 벨 재단(Eugene Bell Foundation)은 미국 워싱턴에 제1본부가 있고 대한민국 서울에 제2본부가 있는 국제 NGO 단체이다.
이 단체는 1995년 12월 19일을 기하여 대한민국 전라북도 전주 출신의 미국계 대한민국 사회사업가인 철학박사 스티브 린턴(Steve Linton, 인세반, 印世潘, 1950.3.21~ ) 前 한양대학교 철학과 겸임교수가 미국 수도 워싱턴 D.C.에서 창설하고 회장 겸 국제 본부 총기구단체 재단 이사장에 취임하여 현재에 이르고 있는 국제 NGO 대북 지원 관련 단체이다. 여기서 재단 이름인 "유진 벨(Eugene Bell, 한국명 배유지(裵裕祉), 1868.5.20~1925.11.6)"은 스티브 린턴(인세반)의 진외가 증조부(外家 曾祖父)로 19세기 말기와 20세기 초중기 시대 미국의 사회사업가였다.

## 같이 보기
- 인돈
- 인요한